# Brigham City
Brigham City ist eine Stadt und County Seat des Box Elder Countys im Bundesstaat Utah und liegt westlich der Wellsville Mountains. Das U.S. Census Bureau hat bei der Volkszählung 2020 eine Einwohnerzahl von 19.650 ermittelt.

## Geschichte
Der Mormonen-Pionier William Davis erkundete die Region 1850. Ein Jahr später kam er mit seiner Familie und anderen Siedlern zurück und errichtete dauerhafte Unterkünfte. Der zweite Anführer der Mormonen, Brigham Young, hielt hier im Jahr 1877 seine letzte öffentliche Predigt. Zu seinen Ehren wurde der Ort von Box Elder in Brigham City umgetauft.

### Altersstruktur
| Bevölkerung | Jahre   | Anteil  |
| ----------- | ------- | ------- |
| unter       | 18      | 34,20 % |
| von         | 18 – 24 | 11,10 % |
| von         | 25 – 44 | 25,20 % |
| von         | 45 – 64 | 17,40 % |
| über        | 65      | 12,10 % |

- Das durchschnittliche Alter beträgt 29 Jahre.
- Das durchschnittliche Familieneinkommen beträgt 46.891 US-$.

## Söhne und Töchter der Stadt
- Joseph Howell (1857–1918), Politiker, Mitglied im Repräsentantenhaus
- Boyd K. Packer (1924–2015), Manager und Prophet der Kirche Jesu Christi der Heiligen der Letzten Tage